# نیتن بیکر (بازیکن فوتبال)
نیتن بیکر (انگلیسی: Nathan Baker؛ زادهٔ ۲۳ آوریل ۱۹۹۱) یک بازیکن فوتبال اهل بریتانیا است.